# NGC 3693
NGC 3693 (другие обозначения — MCG -2-29-32, NPM1G -12.0359, IRAS11256-1255, PGC 35299) — спиральная галактика (Sb) в созвездии Чаша.
Этот объект входит в число перечисленных в оригинальной редакции «Нового общего каталога».
В галактике вспыхнула сверхновая SN 2013hu типа IIP, её пиковая видимая звездная величина составила 17,4.